# Idokan
Idokan (z jap. dom ruchu, pełna nazwa idōkan yōshin-ryū budō) – system sztuk walki współtworzony przez równorzędne programy: jūjutsu (styl idōkan yōshin-ryū), karate (zendō karate tai-te-tao, inaczej idōkan karate), kobudō, iaidō, aikijutsu, idō.
Propagowaniem systemu Idokan w Polsce zajmuje się Stowarzyszenie Idokan Polska (SIP) z siedzibą w Rzeszowie (zarejestrowane w 1993 r.). Jest ono jednocześnie towarzystwem naukowym, edukacyjnym i sportowym. Działalność naukowo-badawczą prowadzi głównie w zakresie sztuk i sportów walki. Wyniki prac są publikowane m.in. w Roczniku Naukowym "Idō – Ruch dla Kultury / Movement for Culture", piśmie wydawanym przez SIP od roku 2000 (czasopismo współredagowane z Podkarpackim Towarzystwem Naukowym Kultury Fizycznej).